# Bothriurus trivittatus
Espèce
Synonymes
- Bothriurus bonariensis trivittata Werner, 1939

Bothriurus trivittatus est une espèce de scorpions de la famille des Bothriuridae.

## Distribution
Cette espèce est endémique de Bolivie. Elle se rencontre vers Araca.

## Publication originale
- Werner, 1939 : Neu Eingänge von Skorpionen im Zoologischen Museum in Hamburg. II. Teil. Festschrift zum 60. Geburtstage von Professor Dr. Embrik Strand, Riga, vol. 5, p. 351-360.